# Cascata delle Marmore
Die Cascata delle Marmore (deutsch Marmorfall) ist ein dreiteiliger, künstlich geschaffener Wasserfall nahe Terni in der italienischen Region Umbrien.

## Beschreibung
Der Wasserfall liegt am Ende des Flusses Velino. Dieser tritt am Fuße des Wasserfalls als linker Nebenfluss in den Nera ein. Mit seinen insgesamt 165 m Höhe ist er weltweit der höchste von Menschen geschaffene Wasserfall und einer der höchsten Wasserfälle Italiens. Als besonderer Aussichtspunkt gilt der Balcone degli Innamorati (Balkon der Verliebten), der nur über einen 50 m langen Tunnel zu erreichen ist und auf halber Höhe liegt. 1781 ließ Papst Pius VI. den Aussichtspunkt Specola bauen. Die Schleusen werden je nach Jahreszeit nur zwei- bis dreimal täglich geöffnet.

## Geschichte
Der römischen Konsul Manius Curius Dentatus ließ im Jahr 271 v. Chr. erste Arbeiten zum Bau einer Leitung (Cavo Curiano genannt) durchführen, die seit ihrer Fertigstellung den Flussverlauf des Velino, der vorher in Sümpfe bei Rieti mündete, umleiten kann.

## Abbildungen

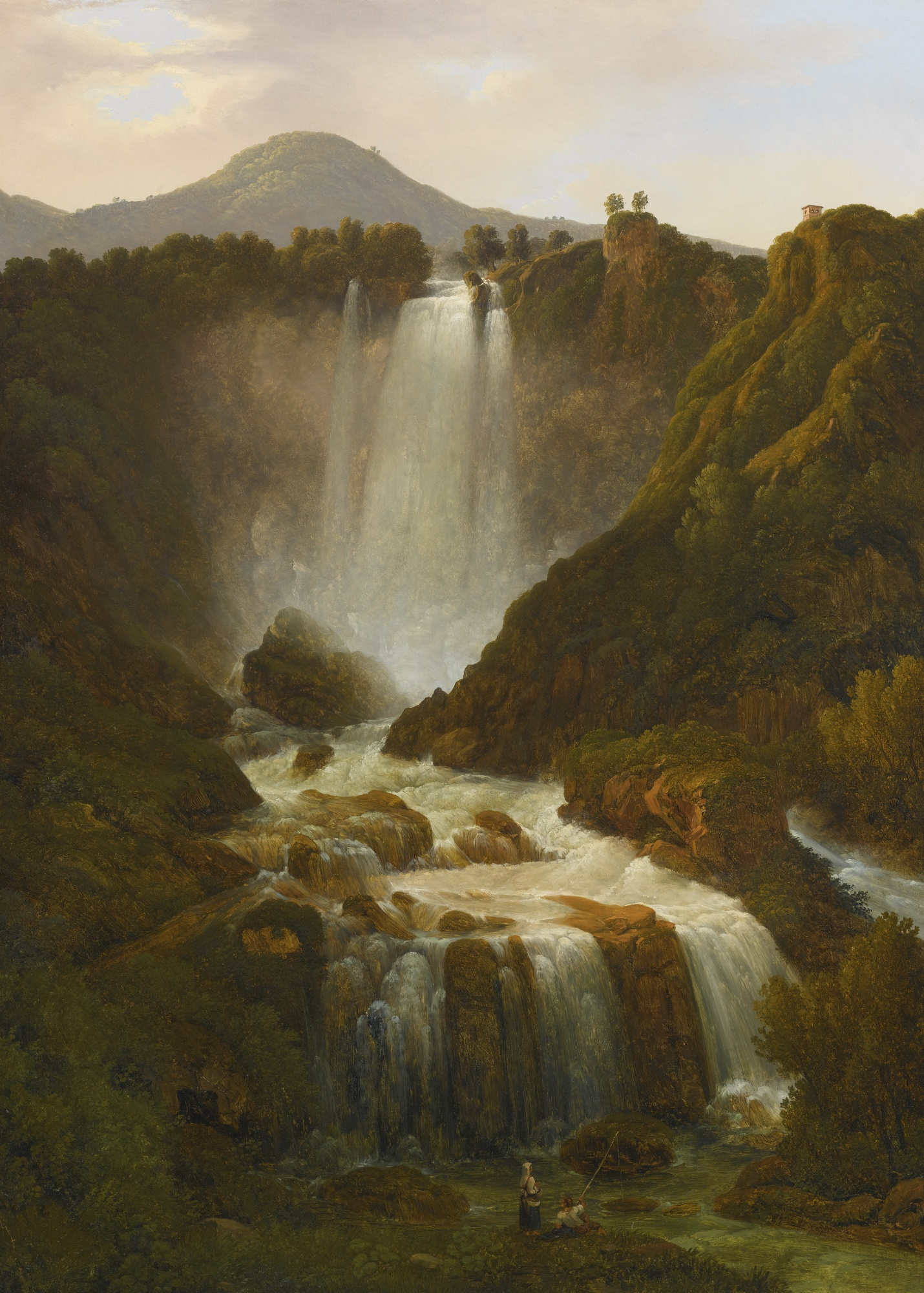
Darstellung der Wasserfälle von Giambattista Bassi, 1820 entstanden
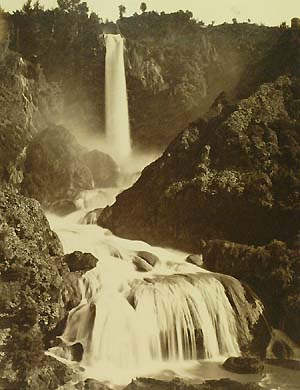
Foto von Giorgio Sommer (1834–1914)
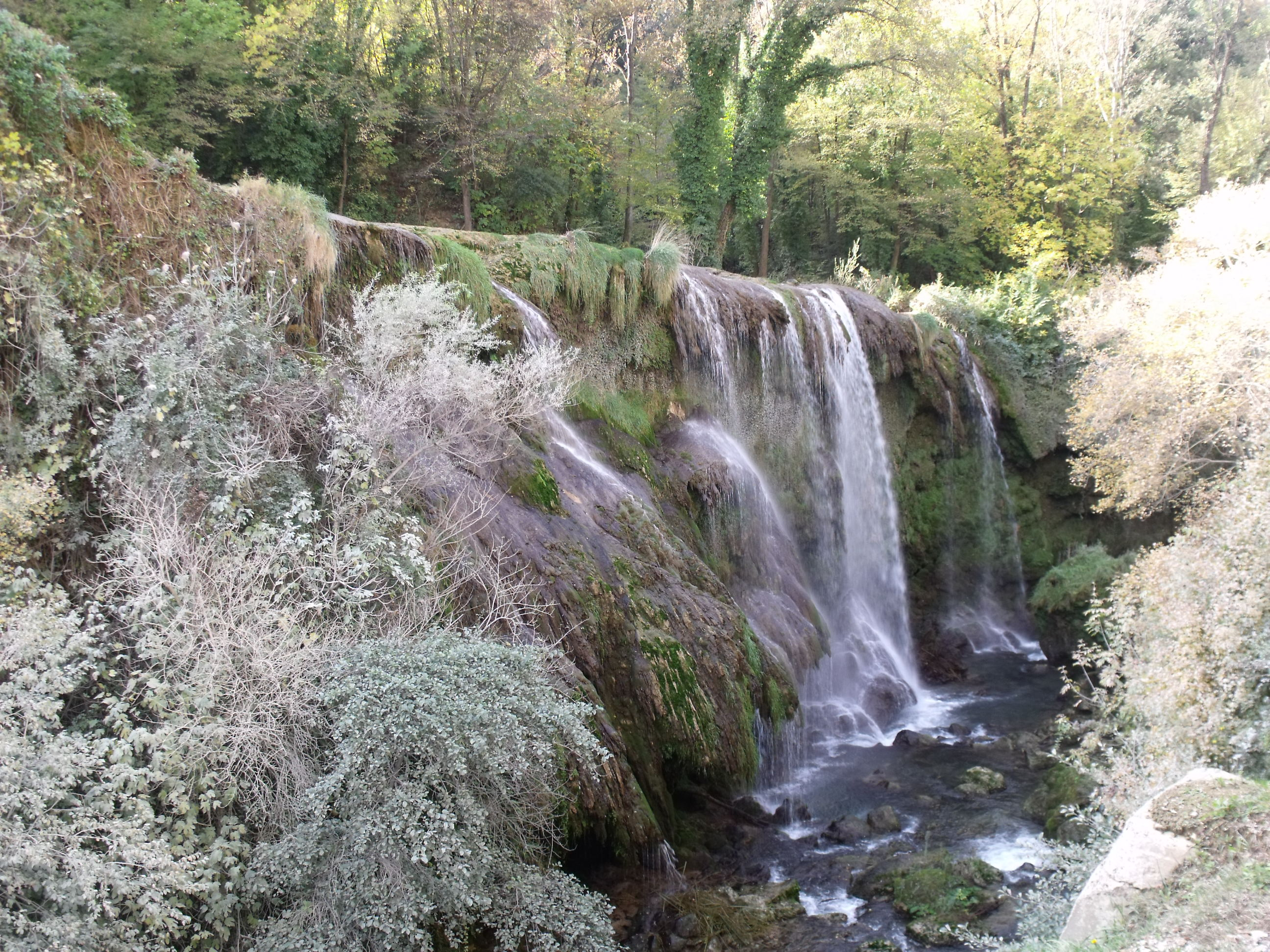
Der Zusammenfluss von Velino und Nera bei den Wasserfällen